# Kieselbach Galéria és Aukciósház
A Kieselbach Galéria és Aukciósházat Kieselbach Tamás műkereskedő, művészettörténész és műgyűjtő alapította 1995-ben. A Falk Miksa utca és a Szent István körút sarkán található galéria múzeumi rangú kiállításokat rendez és hiánypótló könyveket ad ki.

## Története
Kieselbach Tamás 1995-ben nyitotta meg saját galériáját a Falk Miksa utcában. Bő egy esztendővel később, 1996 decemberében költözött mai helyére, a Falk Miksa utca és a Szent István körút sarkán elhelyezkedő reprezentatív üzlethelyiségbe, az egykori Luxor Kávéház legendás termeibe. A galériában 1997 szeptemberében került megrendezésre az első aukció.
Az aukciós tárlatok mellett a galéria rendszeresen ad helyet jelentős szakmai- és közönségsikert arató időszaki kiállításoknak, amelyek sorában 1995-től 2017 végéig összesen 55-ig jutottak el. A paletta rendkívül széles, a századforduló klasszikus modernjeitől a kortársakig terjed. A 2016 telén rendezett Festők, múzsák, szerelmek című tárlatot alig három hét alatt több mint 18 ezren látták, ami a hazai magángalériák történetében mindeddig példátlan sikert jelent.

## Kiállítások a Kieselbach Galériában
- 1995 Szobotka Imre
- 1996 Nagybányai festészet
- 1997 Válogatás kortárs festők műveiből
- 1998. február 18–26. Román György 1945 előtti festészete
- 1998. augusztus 28. – szeptember 5. Egy magángyűjtemény képei – K. Gy. úr gyűjteménye
- 1999. február 18–27. Farkas István
- 1999. május 28–31. Nagy István
- 1999. november 12–21. Nyolcak és aktivisták
- 2000. április 20–30. Tisztaság, Tömörség, Transzcendencia – Kieselbach Tamás választásai
- 2000. október 26. – november 4. Magánvélemény A/1 – Sorstársművészet 1945 után
- 2002. március 20–29. Zöldár – Kortárs festészeti kiállítás
- 2002. június 4–11. Fej fej mellett – Arcképek a magyar festészetben
- 2003. november 21–28. A Modern magyar festészet legszebb képei
- 2004. szeptember 18–26. A Modern magyar festészet legszebb képei 2
- 2005. március 1–23. Balázs János
- 2005. május 10. – június 23. Bálint Endre
- 2006. március 8–14. Avantgárd a gangon – Horváth Béla gyűjteménye
- 2006. szeptember 16–21. Kolozsváry-gyűjtemény
- 2007. február 15–23. Molnár Sándor
- 2007. március 17–24. 20. századi Magyar grafika
- 2007. április 14–22. Egry József gyűjteményes kiállítása
- 2007. június 28. – július 23. Tóth Menyhért
- 2007. augusztus 25. – szeptember 9. A Lützenburger-gyűjtemény
- 2007. szeptember 20–28. Wahorn András – Mindennap
- 2008. július 14–31. Gyarmathy Tihamér festményei a Wehinger–gyűjteményben
- 2008. szeptember 19–26. Rád gondolunk – El Kazovszkij festőművész emlékkiállítása
- 2009. május 1. – Bedő Rudolf gyűjteménye
- 2009. november 25. – december 25. A szezon legjobb képei – 2009 tél
- 2010. május 27. – június 23. A szezon legjobb képei – 2010 tavasz
- 2010. június 18–23. Wanted – A Nyolcak művészcsoport elveszett képei
- 2010. december 10. – március 1. A szezon legjobb képei – 2010 tél
- 2011. szeptember 21. – október 18. Nudelman László gyűjteménye
- 2011. november 18. – december 9. Barcsay Jenő
- 2012. február 17-27. Az Unicredit-gyűjtemény. A kilencvenes évek festészete
- 2012. február 29. - május 22. Remekművek Tiepolotól Derkovits Gyuláig
- 2012. június 7. - szeptember 30. Művek papíron – Works on Paper
- 2012. június 7. - augusztus 31. Válogatott remekművek
- 2012. október 26. - november 10. Cangiante színváltás – Ilona Keserű Ilona
- 2013. március 12-19. Fehér László
- 2013. április 12. - március 23. Aba-Nováktól Vaszaryig
- 2013. május 25. - augusztus 31. Budapesti látképek
- 2013. november 13-20. Duray Tibor
- 2013. november 25–30. A titkos gyűjtemény – Kövesi István kóser mészáros gyűjteménye
- 2014. március 6-15. Szűcs Attila – Still Light
- 2014. október 31. - november 21. Scheiber Hugó – Festészet a jazz ritmusában
- 2015. március 17. - április 16. Gróf Batthyány Gyula – Képek egy eltűnt világból
- 2015. július 22. - augusztus 22. Őszintén szólva – Válságban született gyűjtemény
- 2015. november 6-26. Aranykorok romjain
- 2016. június 21. - július 21. Élő búcsú – Emlékezés Juhász Ferencre
- 2016. augusztus 10. - szeptember 13. Nemes Lampért József életműkiállítása
- 2016. november 3-27. Festők, múzsák, szerelmek
- 2017. február 7-11. Kereterdő – 1000 keret + 10 kép
- 2017. augusztus 3. - szeptember 2. A női aktok mestere – Stein János Gábor hagyatéka
- 2017. október 13-21. Pokoli aranykor
- 2017. november 10-26. Elveszett örökség – Báró Hatvany Ferenc, a művész gyűjtő

## Kieselbach könyvek
1996
- Szabadi Judit: Kieselbach gyűjtemény. Magyar festészet 1900–1945. Budapest, 1996.
- Szabadi, Judit: Hungarian Modernism 1900–1945. Selection from the Kieselbach Collection. Budapest, 1996.

1999
- Hungarian Modernism 1900-1950. Selection from the Kieselbach Collection. Szerk.: Szücs, György. Budapest. 1999.

2003
- Modern magyar festészet 1892–1919. Szerk.: Kieselbach Tamás. Budapest, 2003.
- Modern Hungarian Painting 1892–1919. Ed.: Kieselbach, Tamás. Budapest, 2003.

2004
- Modern magyar festészet 1919–1964. Szerk.: Kieselbach Tamás. Budapest, 2004.
- Modern Hungarian Painting 1919–1964. Ed.: Kieselbach, Tamás. Budapest, 2004.

2005
- Magyar művészet 1900–1950. Radnai-gyűjtemény. Szerk.: Kolozsváry Marianna. Budapest, 2005.
- Hungarian Art 1900–1950. Radnai Collection. Ed.: Kolozsváry. Marianna. Budapest, 2005.

2006
- A magyar forradalom. 1956 – Napló. Budapest, 2006.
- Budapest. Átmenetiemlékkönyv. Szerk.: Kieselbach Tamás. Budapest, 2006.
- Molnos Péter: Aba-Novák. Népszabadság Kiadó, Budapest, 2006.

2007
- Magyar zene és kép. Szerk.: Kieselbach Tamás. Corvina Kiadó, Budapest, 2007.
- Hungarian Art and Music. Ed.: Kieselbach, Tamás. Corvina Kiadó, Budapest, 2007.
- Molnos Péter: Gróf Batthyány Gyula. Az elveszett Magyarország festője. Népszabadság Zrt. – Kieselbach, Budapest, 2007.
- Molnos, Péter: Count Gyula Batthyány. Painter of a Lost Hungary. Népszabadság Zrt. – Kieselbach, Budapest, 2007.

2008
- Warming Up/Kieselbach Ákos. Budapest, 2008.
- Molnos Péter: Derkovits. Szemben a világgal. Népszabadság Zrt. – Kieselbach, Budapest, 2008.
- Időről időre – 1985. Bodor Ferenc és Lugosi Lugo László fotósorozata az Iparművészeti Főiskolán. Szerk.: Kieselbach Tamás. Budapest, 2008.
- Csupor István: Erdély népi kerámiaművészete. A Kárpát-medence kerámiaművészete I. kötet. Novella Kiadó, Budapest, 2008.
- Die Moderne in der ungarischen Malerei 1892–1919. Ed.: Kieselbach, Tamás. Nicolai, Berlin, 2008.
- Die Moderne in der ungarischen Malerei 1919–1964. Ed.: Kieselbach, Tamás. Nicolai, Berlin, 2008.

2009
- Cigány méltósággal – Balázs János. Szerk.: Kolozsváry Marianna - Szuhay Péter. Budapest, 2009.
- With Gipsy Pride – János Balázs Painter (1905–1977). Ed.: Kolozsváry, Marianna – Szuhay, Péter. Budapest, 2009.
- Molnos Péter: Csontváry. Legendák fogságában. Népszabadság Zrt. – Kieselbach, Budapest, 2009.
- Balla Gabriella: Holics, Tata és Buda kerámiaművészete. A Kárpát-medence kerámiaművészete II. kötet. Novella Kiadó, Budapest, 2009.

2010
- Tamás könyve. Szerk.: Kieselbach Anita. Budapest, 2010.
- Szenvedély és tudás. Bedő Rudolf műgyűjteménye. Szerk.: Molnos Péter. Budapest, 2010.
- Bátor Tál – Étel és élet a Bátor Táborban. Szerk.: Kieselbach Anita. Budapest, 2010.

2011
- Az eufória évei 1988–1990. Szerk.: Nagy Piroska. Budapest, 2011.
- Csupor István: Az Alföld népi kerámiaművészete. A Kárpát-medence kerámiaművészete III. kötet. Novella Kiadó, Budapest, 2011.
- Radványi Diána – Réti László: A habánok kerámiaművészete. A Kárpát-medence kerámiaművészete IV. kötet. Novella Kiadó, Budapest, 2011.

2012
- Műgyűjtők Magyarországon a 18. század végétől a 21. század elejéig. Szerk.: Takács Gábor. Budapest, 2012.

2013
- Molnos Péter: Duray Tibor. Budapest, 2013. BDO Magyarország Vagyonkezelő és Szolgáltató Kft., Budapest, 2013.
- Molnos, Péter: Tibor Duray. Budapest, 2013. BDO Magyarország Vagyonkezelő és Szolgáltató Kft., Budapest, 2013.
- Molnos Péter: A titkos gyűjtemény. Egy ismeretlen magyar műgyűjtő és kollekciójának története. Typotex, Budapest, 2013.
- A Dunántúl, a Felföld és a Felső-Tisza-vidék népi kerámiaművészete. A Kárpát-medence kerámiaművészete V. kötet. Novella Kiadó, Budapest, 2013.

2014
- Gellér Katalin: Sassy Attila – Ópium álmok. Budapest, 2014.
- Martos Gábor: A tőzsdeügynök képei. Budapest, 2014.
- Molnos Péter: Scheiber. Festészet a jazz ritmusában. Budapest, 2014.
- Molnos, Péter: Scheiber. Painting in the Rhythm of Jazz. Budapest, 2014.

2015
- Molnos Péter: Gróf Batthyány Gyula. Képek egy eltűnt világból. Budapest, 2015.
- Molnos Péter: Aranykorok romjain. Tanulmányok a modern magyar festészet és műgyűjtés történetéből a Kieselbach Galéria huszadik évfordulóján. Budapest, 2015.

2016
- Festők, múzsák, szerelmek. Szerk.: Molnos Péter. Budapest, 2016.

2017
- Pokoli aranykor. New wawe koncertplakátok a ’80-as évekből. Szabó György és Szőnyei Tamás gyűjteményéből. Szerk.: Rieder Gábor. Budapest, 2017.
- Molnos Péter: Elveszett örökség. Magyar műgyűjtők a 20. században. Budapest, 2017.
- Molnos, Péter: Lost Heritage. Hungarian Art Collectors in the Twentieth Century. Budapest, 2017.